# Dima Bilan
Dima Bilan (født som Viktor Belan 24. december 1981 i Karatjajevo-Tjerkessien) er en russisk popsanger af karatjajisk afstamning. Dima repræsenterede Rusland ved Eurovisionens melodi grand prix 2006 med sangen Never Let You Go og endte på andenpladsen. Han har været øverst på den russiske hitliste med flere hits og fokuserer nu på en international karriere. I 2008 stillede han igen op til Eurovision Song Contest, hvor han vandt med sangen "Believe".

## Biografi
Da Dima Bilan var et år gammel, flyttede hans familie til bedstemoderens hjem i byen Naberezjnje Tjelny i den russiske republik Tatarstan. Da han var seks år gammel, flyttede familien til Kabardino-Balkarien, hvor han gik i skole med sin søster. Han deltog aktivt i skolens morgensang, hvor han også reciterede digte.
Han er uddannet på Gnesins Musikkonservatorium som klassisk vokalist og debuterede på den russisk-lettiske festival New Wave i 2002, hvor han nåede en fjerdeplads. I 2003 udgav Dima Bilan sit debutalbum Notjnoj Huligan (Nattens Hooligan, i engelsk translitteration "Nochnoy Huligan"), som omfattede nyindspilninger af "Caruso" af Lucio Dalla og "Fever" af Elvis Presley. I 2004 udgav han den succesfulde single "Na beregu neba", som også var titlen på hans andet album.
Gennem den afdøde producer Jurij Aizensjpis, en russisk musikmogul berømt for sit arbejde med Viktor Tsoj i Sovjetunionen, forsøgte Dima Bilan at komme til at repræsentere Rusland i Eurovisionens melodi grand prix med sangen "Not That Simple" i 2005 og var tæt på, men blev nr. 2 i den russiske finale. Videoen til den russiske version af sangen var angiveligt den dyreste i Ruslands musikindustris historie. I december 2005 modtog Dima to gyldne grammofonplader for sangen "Ty dolzjna ryadom byt'" (den russiske version af "Not That Simple") i hhv. Sankt Petersborg og Alma-Ata (Kasakhstan). Under optagelserne til "Novije pjesny o glavnom" ("nye sange om de vigtigste ting", engelsk translitteration "Noviye pyesny o glavnom") vandt han flere store priser og blev bl.a. Showbusiness Man of the Year. Ved årets slutning takkede han ja til en invitation fra et amerikansk pladeselskab til at optage lydsporet til musicalen Peter Pan. 14. marts 2006 deltog Dima Bilan i "Zolotaja sjarmanka" (Det gyldne gadeorgel) under dysten "International Music Awards" i Kyiv ((Ukraine), hvor han blev udnævnt til årets sanger ("Singer of the Year"). Han vandt endvidere "Best Russian Act" i MTV Music Awards 2006.
Dima Bilan has for nylig ansat T.a.T.u's tidligere PR manager, Sasha Tityanko for at få hjælp til at komme ind på de vestlige markeder.

## Eurovisionens melodi grand prix 2006
Midt i marts 2006 blev Dima Bilan valgt af den russiske Kanal 1 til at repræsentere Rusland ved verdens største sangdyst, Eurovisionens melodi grand prix samme år i Athen, Grækenland. Ud af 37 deltagerlande nåede Dima andenpladsen med den mørke popsang "Never Let You Go" og nåede dermed op på siden af Ruslands hidtidig bedste placering nogensinde – Alsous "Solo" i finalen 2000.
Dima fik 248 point – 44 færre end vindersangen, Lordis "Hard Rock Hallelujah" fra Finland – og fik maksimupoint fra syv lande: Armenien, Hviderusland, Finland, Israel, Letland, Litauen og Ukraine. De eneste lande, der ikke gav Dima nogen point, var Monaco og Schweiz.
Dimas sceneoptræden omfattede to dansende ballerinaers og et hvidt flygel dækket med røde rosenblade, som en spøgelseslignende kvindefigur dukkede op af halvt igennem sangen (til publikums begejstring). Dima bar en hvid tanktop påtrykt det nummer, der repræsenterede hans plads i konkurrencen – 13 i semifinalen og 10 i finalen. Pga. Ruslands magre resultat året før måtte Dima igennem semifinalen 18. maj for at kvalificere sig til finalen. Han fik en tredjeplads i semifinalen med 217 point) og var pga. sin stærke optræden favorit før selve finalen 20. maj.

## 2007
I februar 2007 begyndte Dima Bilan at indspille sit første internationale album på engelsk i Los Angeles, Miami og Philadelphia i samarbejde med produceren Timbaland. En single fra det nye album, Number One Fan, lå højest på russiske og østeuropæiske hitlister i otte uger. Videoen til denne sang er indspillet i London af den berømte britiske instruktør Trudy Bellinger, som fx lavede videoerne til Girls Aloud, Sugababes og Sophie Ellis Bextor.
4 October samme år præsenterede Dima Bilan sin anden single herfra, Amnesia, ved MTV Russia Music Awards. Han vandt showets tre mest prestigefyldte priser for “bedste performer”, “bedste sang” og – for tredje gang i træk – “bedste kunstner”.

## 2008
I 2008 udgiver Dima tre albums – på henholdsvis russisk, engelsk og spansk. Det engelske udkommer i 81 lande i samarbejde med Interscope Records (Universal Music International Group). Et par af numrene til det spanske album er indspillet i Miami af Rudy Perez. Det spanske album omfatter bl.a. en duet med en af Timbalands mest succesfulde kunstnere, Nelly Furtado, samt en spansksproget version af Dimas første internationale single "#1 Fan" 

### Eurovisionens melodi grand prix 2008
9. marts 2008 blev Dima igen valgt til at repræsentere Rusland i Eurovisionens melodi grand prix med sangen "Believe" af Dima Bilan & Jim Beanz. Han kom på scenen som nr. 18 i den første semifinale 20. maj 2008.
Den 24. maj vandt han finalen med 274 point. Kritikere hævder, at sejren delvis skyldes Evgeni Plushenko og Edvin Marton som begge var med på scenen.

## Diskografi

### Albums
- 2003 (Я ночной хулиган – I'm a Night Hooligan)
- 2004 (На берегу неба – Between the Sky and Heaven)
- 2006 (Время река – See what i see)
- 2008 ((Против правил – Against the Rules)
- 2008 (nyt engelsksproget album)
- 2008 (nyt spansksproget album)

### Singler
- 2005 Ty dolzhna ryadom byt' (Ты должна рядом быть – You Should Be By My Side; indspillet på engelsk som "Not That Simple") Official Russian Top 100 Airplay Charts # 2
- 2005 Kak Hotel Ya (Как хотел я) # 2
- 2005 Ya tebya pomnyu (Я тебя помню – I Remember You) # 18
- 2006 Eto bуla lyubov' (Это была любовь – It Had Been Love) # 1
- 2006 Never Let You Go # 3
- 2006 Nevozmozhnoye vozmozhno (Невозможное возможно – Impossible Is Nothing; indspillet på engelsk som "Lady Flame") # 1
- 2007 Vremya Reka (Время река – Time is a River; indspillet på engelsk som "See What I See") # 2
- 2007 Number One Fan (produceret af Timbaland) #1
- 2007 Amnesia
- 2007 Gore – zima Горе-зима – Winter is Sorrow)
- 2008 "Believe" (produceret af Jim Beanz, Eurovision Song Contest 2008)

## Medvirken i film
Bilan har medvirket i en række film og tv-optrædener. Han fik debut i en spillefilm, da han spillede hovedrollen i Jurij Vasiljevs Geroj (da.: Helten) fra 2016.